# Eugène Despois
Eugène Despois [ejtsd: dépoá] (Párizs, 1818. december 25. – Párizs, 1876. szeptember 23.) francia író, újságíró, műfordító, könyvtáros.

## Élete
Bourges-ban és Párizsban a retorika tanítója volt, az 1851-es államcsíny után azonban kilépett az állam szolgálatából és tudományos kutatásoknak szentelte magát. 1870-től a Sorbonne alkönyvtárosa volt. Becsesek azok a jegyzetei, amelyeket a Collection des grandes écrivains de la France című gyűjteményben megjelent Molière-kiadáshoz írt.

## Művei
- La révolution D’Angleterre (1861)
- Les lettres et la liberté (1865)
- Le vandalisme révolutionnaire (1868)
- Le théâtre français sous Louis XIV. (1874. 2 kiad. 1882)